# Östra Vångagylet
Östra Vångagylet är en sjö i Olofströms kommun i Blekinge och ingår i Mörrumsån-Skräbeåns kustområde.